# José Augusto
José Augusto Pinto de Almeida (Barreiro, Portugal, 13 de abril de 1937), más conocido como José Augusto (pronunciación en portugués: /ʒuˈzɛ awˈɡuʃtu/), es un exjugador y exentrenador de fútbol portugués. En su etapa como jugador profesional se desempeñaba como centrocampista ofensivo o extremo.

## Selección nacional
Fue internacional con la selección de fútbol de Portugal en 45 ocasiones y convirtió 9 goles. Formó parte de la selección que obtuvo el tercer lugar en la Copa del Mundo de 1966.

### Participaciones en Copas del Mundo
| Mundial                        | Sede       | Resultado    | Partidos | Goles |
| ------------------------------ | ---------- | ------------ | -------- | ----- |
| Copa Mundial de Fútbol de 1966 | Inglaterra | Tercer lugar | 6        | 3     |

## Equipos

### Como jugador
| Equipo         | País     | Año       |
| -------------- | -------- | --------- |
| FC Barreirense | Portugal | 1955-1959 |
| SL Benfica     | Portugal | 1959-1969 |

### Como entrenador
| Equipo                      | País      | Año       |
| --------------------------- | --------- | --------- |
| SL Benfica                  | Portugal  | 1970      |
| SL Benfica (asistente)      | Portugal  | 1970-1971 |
| Selección nacional          | Portugal  | 1971-1973 |
| Vitória Setúbal             | Portugal  | 1973-1975 |
| Portimonense SC             | Portugal  | 1976-1978 |
| FC Barreirense              | Portugal  | 1978-1980 |
| Selección nacional sub-21   | Portugal  | 1980-1987 |
| SC Farense                  | Portugal  | 1987-1989 |
| FC Penafiel                 | Portugal  | 1989-1990 |
| Amora FC                    | Portugal  | 1992-1993 |
| CD Logroñés                 | España    | 1994-1995 |
| FC Alverca                  | Portugal  | 1996-1997 |
| KAC Marrakech               | Marruecos | ¿-?       |
| FUS Rabat                   | Marruecos | ¿-?       |
| Selección nacional femenina | Portugal  | 2004-2007 |

## Palmarés

### Como jugador

#### Campeonatos nacionales
| Título           | Equipo     | País     | Año  |
| ---------------- | ---------- | -------- | ---- |
| Primeira Divisão | SL Benfica | Portugal | 1960 |
| Primeira Divisão | SL Benfica | Portugal | 1961 |
| Copa de Portugal | SL Benfica | Portugal | 1962 |
| Primeira Divisão | SL Benfica | Portugal | 1963 |
| Primeira Divisão | SL Benfica | Portugal | 1964 |
| Copa de Portugal | SL Benfica | Portugal | 1964 |
| Primeira Divisão | SL Benfica | Portugal | 1965 |
| Primeira Divisão | SL Benfica | Portugal | 1967 |
| Primeira Divisão | SL Benfica | Portugal | 1968 |
| Primeira Divisão | SL Benfica | Portugal | 1969 |
| Copa de Portugal | SL Benfica | Portugal | 1969 |

#### Copas internacionales
| Título                      | Equipo     | Sede                     | Año  |
| --------------------------- | ---------- | ------------------------ | ---- |
| Copa de Campeones de Europa | SL Benfica | Berna (Suiza)            | 1961 |
| Copa de Campeones de Europa | SL Benfica | Ámsterdam (Países Bajos) | 1962 |

#### Distinciones individuales
| Distinción                      | Año  |
| ------------------------------- | ---- |
| Parte del World Soccer World XI | 1964 |
| Parte del World Soccer World XI | 1965 |

### Como entrenador

#### Campeonatos nacionales
| Título           | Equipo     | País     | Año  |
| ---------------- | ---------- | -------- | ---- |
| Copa de Portugal | SL Benfica | Portugal | 1970 |

### Como entrenador asistente

#### Campeonatos nacionales
| Título           | Equipo     | País     | Año  |
| ---------------- | ---------- | -------- | ---- |
| Primeira Divisão | SL Benfica | Portugal | 1971 |

## Condecoraciones
| Distinción                                           | Año  |
| ---------------------------------------------------- | ---- |
| Medalla de Plata de la Orden del Infante Don Enrique | 1966 |